# 藤田慧
藤田 慧（ふじた さとし、1987年11月24日 - ）は、日本の俳優、スーツアクター、アクション監督。大阪府出身。ジャパンアクションエンタープライズ所属。

## 人物
姉がいる。
趣味は歴史散策。
好きなものはTULLY'S、嫌いなものは正義。
好きな色は紫。
細身の体格で、『仮面ライダーW』のクレイドール・ドーパント役以降、仮面ライダーシリーズでの女性型怪人や女性ヒーローのスーツアクターを多く務めている。
『手裏剣戦隊ニンニンジャー』にて初めてスーパー戦隊シリーズでレギュラーを務めた。同作品ではヒーロー、ロボット、敵幹部、敵怪人、戦闘員とすべての役回りを担当した。
『仮面ライダーエグゼイド』の仮面ライダーエグゼイドレベル1で初めて主役ライダーのスーツアクターを担当。
JAEの佃井皆美とは同期で、『仮面ライダーW』のホッパー・ドーパントや『仮面ライダー鎧武/ガイム』の仮面ライダーマリカなど佃井が変身するキャラクターを演じている。仮面ライダーマリカ役は佃井と交替で演じており、ベルトのサイズが同じであるなど体格がほとんど変わらないが、藤田は佃井のほうが顔が小さく太腿も細いと述べている。
『鎧武/ガイム外伝 仮面ライダー斬月/仮面ライダーバロン』で共演した岩田さゆりは、自身と藤田の靴のサイズがほとんど同じであったと証言している。
その身長の低さゆえ、現場に入った当初から周囲に「アクション俳優は身長が低いと続けていくのが大変なため、別の道も考えた方がいい」と言われており、『仮面ライダーゼロワン』ではスーツアクターからアクション監督となった渡辺淳の手伝いをするようになり、『仮面ライダーセイバー』以降は動画で作られたビデオコンテの編集を手伝ったという。
スーツアクターとしての活動の傍ら、アクション監督としての活動もしており2020年の『仮面ライダーセイバー』と2021年の『仮面ライダーリバイス』でアクション監督補を数話務めており、親友であった東映のプロデューサー・湊陽祐の起用で2022年の『仮面ライダーアウトサイダーズ』でアクション監督としてデビューし、同年の『仮面ライダーギーツ』テレビシリーズではアクション監督を務める。それに先駆け、『リバイス』の最終話では渡辺淳との共同でアクション監督を担当している。
影響を受けたアクション監督は、大内貴仁、下村勇二、川本耕史。渡辺同様、呪術廻戦や進撃の巨人などアニメアクションの影響も受けている。

## 出演

### テレビドラマ
- 風林火山（2007年） - 兵士 役
- 龍馬伝（2010年） - 以蔵風の浪人 役

### 特撮テレビドラマ
- 仮面ライダーシリーズ（テレビ朝日）
  - 仮面ライダー電王（2007年 - 2008年） - 学生（顔出し出演）、佐藤健吹き替え
  - 仮面ライダーキバ（2008年 - 2009年）
  - 仮面ライダーディケイド（2009年）
  - 仮面ライダーW（2009年 - 2010年） - クレイドール・ドーパント[4][5][8]、バイラス・ドーパント[9]、ホッパー・ドーパント[5]、ジュエル・ドーパント[9]、長澤奈央吹き替え[10]、奥村佳恵吹き替え[10]
  - 仮面ライダーオーズ/OOO（2010年 - 2011年） - メズール[4][8]、腕アンク（代役）[11]、ヤミー[12]、有末麻祐子吹き替え[13]、ライドベンダー隊隊員・飯島（顔出し出演）
  - 仮面ライダーフォーゼ（2011年 - 2012年） - ヴァルゴ・ゾディアーツ[4][5][8]、カメレオン・ゾディアーツ[4]、コーマ・ゾディアーツ[4]、ムスカ・ゾディアーツ[4]、アクエリアス・ゾディアーツ[4]、ジェミニ・ゾディアーツ[4]
  - 仮面ライダーウィザード（2012年 - 2013年） - 仮面ライダーメイジ[5]、グール[8]
  - 仮面ライダー鎧武/ガイム（2013年 - 2014年） - 仮面ライダーマリカ[5]、仮面ライダー邪武[14]、佃井皆美吹き替え[5]、セイリュウインベス[5]
  - 仮面ライダードライブ（2014年 - 2015年） - 内田理央吹き替え[8]、人々（顔出し出演）[8]
  - 仮面ライダーゴースト（2015年 - 2016年） - 眼魔コマンド[9]、ガンマイザー・マグネティックブレード[15]、イゴール眼魔[8]
  - 仮面ライダーエグゼイド（2016年 - 2017年） - 仮面ライダーエグゼイド レベル1[16]、仮面ライダースナイプ レベル1[16]、仮面ライダーゲンム レベル1[17]、仮面ライダーレーザー[8] レベル3[18]、ライドプレイヤーニコ[19]
  - 仮面ライダービルド（2017年 - 2018年） - 仮面ライダーグリス[8]、ミラージュスマッシュ[20]
  - 仮面ライダージオウ（2018年 - 2019年）
  - 仮面ライダーゼロワン（2019年 - 2020年） - 仮面ライダーバルキリー[21]、ファイティングジャッカルレイダー[1]
  - 仮面ライダーセイバー（2020年 - 2021年） - 仮面ライダー剣斬[22]、富樫慧士吹き替え[23]、ネコメギド（第30・31話）[24]
  - 仮面ライダーリバイス（2021年 - 2022年） - ギフジュニア（第12話）[25]、ギフデモス（赤石）[26]
- スーパー戦隊シリーズ（テレビ朝日）
  - 獣拳戦隊ゲキレンジャー（2007年 - 2008年）
  - 炎神戦隊ゴーオンジャー（2008年 - 2009年）
  - 侍戦隊シンケンジャー（2009年 - 2010年）
  - 天装戦隊ゴセイジャー（2010年 - 2011年）
  - 海賊戦隊ゴーカイジャー（2011年 - 2012年）
  - 特命戦隊ゴーバスターズ（2012年 - 2013年） - メタロイド、怪人[8] ほか
  - 獣電戦隊キョウリュウジャー（2013年 - 2014年） - ゾーリ魔[8]
  - 烈車戦隊トッキュウジャー（2014年 - 2015年）
  - 手裏剣戦隊ニンニンジャー（2015年 - 2016年） - シノビマル[27][2][8]、有明の方[2][8][28]、フタクチオンナ[2]、オオムカデ[2]、スッパラゲ[2]、アカニンジャー（好天）[2]
  - 動物戦隊ジュウオウジャー（2016年 - 2017年） - メーバ[8]
  - 宇宙戦隊キュウレンジャー（2017年 - 2018年） - 仮面ライダーエグゼイド レベル1[29]
  - 快盗戦隊ルパンレンジャーVS警察戦隊パトレンジャー（2018年 - 2019年）
  - 騎士竜戦隊リュウソウジャー（2019年 - 2020年）
  - 魔進戦隊キラメイジャー（2020年 - 2021年）
  - 機界戦隊ゼンカイジャー（2021年 - 2022年）
  - 暴太郎戦隊ドンブラザーズ（2022年 - 2023年）
  - 王様戦隊キングオージャー（2023年 - 2024年） - アクションクルー[30]
  - 爆上戦隊ブンブンジャー（2024年 - 2025年）

#### テレビスペシャル
- 仮面ライダーG（2009年1月31日、テレビ朝日）
- 烈車戦隊トッキュウジャーVS仮面ライダー鎧武 春休み合体スペシャル（2014年3月30日、テレビ朝日）
- 手裏剣戦隊ニンニンジャーVS仮面ライダードライブ 春休み合体1時間スペシャル（2015年3月29日、テレビ朝日）

### 映画
- 20世紀少年 第1章（2008年） - 若者 役
- 斬〜KILL〜「こども侍」（2008年） - 取り巻き 役
- 劇場版TRICK 霊能力者バトルロイヤル（2010年）
- ロストクライム -閃光-（2010年）
- BECK（2010年）
- 海賊戦隊ゴーカイジャーVS宇宙刑事ギャバン THE MOVIE（2012年）
- エイトレンジャー∞（2012年） - テロリスト 役
- 宇宙刑事ギャバン THE MOVIE（2012年）
- エイトレンジャー2（2014年）
- ヌイグルマーZ（2014年）ACTIONクルー
- TOO YOUNG TO DIE! 若くして死ぬ（2016年）
- セイバー+ゼンカイジャー スーパーヒーロー戦記（2021年） - 仮面ライダー剣斬[31]
- 仮面ライダーシリーズ
  - モモタロスのなつやすみ（2007年）[9]
  - 劇場版 仮面ライダー電王&キバ クライマックス刑事（2008年）
  - 劇場版 さらば仮面ライダー電王 ファイナル・カウントダウン（2008年）
  - 劇場版 超・仮面ライダー電王&ディケイド NEOジェネレーションズ 鬼ヶ島の戦艦（2009年）
  - 劇場版 仮面ライダーディケイド オールライダー対大ショッカー（2009年）
  - 仮面ライダー×仮面ライダー W&ディケイド MOVIE大戦2010（2009年） - クレイドール・ドーパント[32]
  - 仮面ライダー×仮面ライダー×仮面ライダー THE MOVIE 超・電王トリロジー（2010年）
    - EPISODE RED ゼロのスタートウィンクル
    - EPISODE BLUE 派遣イマジンはNEWトラル - マンティスイマジン[4]
    - EPISODE YELLOW お宝DEエンド・パイレーツ - リュウタロス（代役）[9]

  - 仮面ライダーW FOREVER AtoZ/運命のガイアメモリ（2010年） - サイクロン・ドーパント[33]
  - 仮面ライダー×仮面ライダー オーズ&ダブル feat.スカル MOVIE大戦CORE（2010年） - メズール[34]、プテラノドンヤミー♀[34]
  - オーズ・電王・オールライダー レッツゴー仮面ライダー（2011年） - 大神官ダロム[35]、腕アンク[35]、ショッカー戦闘員[35]
  - 劇場版 仮面ライダーオーズ WONDERFUL 将軍と21のコアメダル（2011年） - メズール[32]
  - 仮面ライダー×仮面ライダー フォーゼ&オーズ MOVIE大戦MEGA MAX（2011年） - ヴァルゴ・ゾディアーツ[33]
  - 仮面ライダーフォーゼ THE MOVIE みんなで宇宙キターッ!（2012年）
  - 仮面ライダー×仮面ライダー ウィザード&フォーゼ MOVIE大戦アルティメイタム（2012年） - 吹き替え[8]、過去怪人[8] ほか[8]
  - 劇場版 仮面ライダーウィザード in Magic Land（2013年） - 仮面ライダーメイジ[8]
  - 仮面ライダー×仮面ライダー 鎧武&ウィザード 天下分け目の戦国MOVIE大合戦（2013年） - 白い魔法使い[32]
  - 劇場版 仮面ライダー鎧武 サッカー大決戦!黄金の果実争奪杯!（2014年） - 仮面ライダー冠[8]、風連部隊[8]
  - 仮面ライダー×仮面ライダー ドライブ&鎧武 MOVIE大戦フルスロットル（2014年）
  - 仮面ライダー×仮面ライダー ゴースト&ドライブ 超MOVIE大戦ジェネシス（2015年）
  - 仮面ライダー1号（2016年） - 戦闘員[8]
  - 劇場版 仮面ライダーゴースト 100の眼魂とゴースト運命の瞬間（2016年）
  - 仮面ライダー平成ジェネレーションズ Dr.パックマン対エグゼイド&ゴーストwithレジェンドライダー（2016年）
  - 劇場版 仮面ライダーエグゼイド トゥルー・エンディング（2017年） - 仮面ライダーレーザー[8]、忍者プレイヤー[19]
  - 仮面ライダー平成ジェネレーションズ FINAL ビルド&エグゼイドwithレジェンドライダー（2017年） - 仮面ライダーグリス[36]
  - 劇場版 仮面ライダービルド Be The One（2018年） - 仮面ライダーグリス[37]
  - 劇場版 仮面ライダージオウ Over Quartzer（2019年）[38]
  - 仮面ライダー 令和 ザ・ファースト・ジェネレーション（2019年） - 仮面ライダーバルキリー[39]
  - 仮面ライダー電王 プリティ電王とうじょう!（2020年）[40]
  - 劇場版 仮面ライダーゼロワン REAL×TIME（2020年） - 仮面ライダーバルキリー[41]、仮面ライダーゼロツー（イズ）[42][注釈 1]
  - 劇場短編 仮面ライダーセイバー 不死鳥の剣士と破滅の本（2020年） - 仮面ライダー剣斬[44]
  - 劇場版 仮面ライダーリバイス（2021年）
  - 仮面ライダー ビヨンド・ジェネレーションズ（2021年）
  - 劇場版 仮面ライダーリバイス バトルファミリア（2022年） - 仮面ライダーキマイラ[45]
- スーパー戦隊シリーズ
  - 劇場版 炎神戦隊ゴーオンジャーVSゲキレンジャー（2009年）
  - 侍戦隊シンケンジャー 銀幕版 天下分け目の戦（2009年）
  - 侍戦隊シンケンジャーVSゴーオンジャー 銀幕BANG!!（2010年）
  - 天装戦隊ゴセイジャーVSシンケンジャー エピックon銀幕（2011年）
  - ゴーカイジャー ゴセイジャー スーパー戦隊199ヒーロー大決戦（2011年）
  - 海賊戦隊ゴーカイジャー THE MOVIE 空飛ぶ幽霊船（2011年）
  - 特命戦隊ゴーバスターズVS海賊戦隊ゴーカイジャー THE MOVIE（2013年）
  - 獣電戦隊キョウリュウジャーVSゴーバスターズ 恐竜大決戦! さらば永遠の友よ（2014年）
  - 烈車戦隊トッキュウジャーVSキョウリュウジャー THE MOVIE（2015年）
  - 手裏剣戦隊ニンニンジャー THE MOVIE 恐竜殿さまアッパレ忍法帖!（2015年）
  - 手裏剣戦隊ニンニンジャーVSトッキュウジャー THE MOVIE 忍者・イン・ワンダーランド（2016年） - シノビマル[8]
  - 劇場版 動物戦隊ジュウオウジャーVSニンニンジャー 未来からのメッセージ from スーパー戦隊（2017年）
  - 騎士竜戦隊リュウソウジャー THE MOVIE タイムスリップ!恐竜パニック!!（2019年）[38]
  - 機界戦隊ゼンカイジャー THE MOVIE 赤い戦い! オール戦隊大集会!!（2021年）[46]
- スーパーヒーロー大戦シリーズ
  - 仮面ライダー×スーパー戦隊 スーパーヒーロー大戦（2012年）
  - 仮面ライダー×スーパー戦隊×宇宙刑事 スーパーヒーロー大戦Z（2013年） - サナギマン[8] / イナズマン[8]
  - 平成ライダー対昭和ライダー 仮面ライダー大戦 feat.スーパー戦隊（2014年）
  - スーパーヒーロー大戦GP 仮面ライダー3号（2015年）
  - 仮面ライダー×スーパー戦隊 超スーパーヒーロー大戦（2017年） - ジュウオウタイガー[47]

### スーパー戦隊ショー
- 炎神戦隊ゴーオンジャー
  - 「炎神合体! エンジンオーG6降臨!!」
  - 「天空の戦士! ゴーオンウイングス登場!!」
  - 「最強パワー炸裂! LET'S GO-ON!!」
  - 「熱き友情! 正義のドリフトパワー発動!!」
  - 「グランプリファイナル! 素顔の戦士ラストラン!!」
  - 「さよならスカイシアター! 熱き思いよ蘇れ!」
- 侍戦隊シンケンジャー
  - 「侍戦隊シンケンジャー! シアターGロッソに見参!」
- 動物戦隊ジュウオウジャー
  - 「動物戦隊ジュウオウジャー シアターGロッソに現る!!」

### Vシネマ
- スーパー戦隊シリーズ
  - 帰ってきた侍戦隊シンケンジャー 特別幕（2010年）
  - 行って帰ってきた烈車戦隊トッキュウジャー 夢の超トッキュウ7号（2015年）
  - 特捜戦隊デカレンジャー 10 YEARS AFTER（2015年） - エージェント・アブレラ[48]
  - 帰ってきた手裏剣戦隊ニンニンジャー ニンニンガールズVSボーイズ FINAL WARS（2016年） - 有明の方[8]、ハリケンブルー[8]
  - テン・ゴーカイジャー（2022年）[49]
  - 王様戦隊キングオージャーVSキョウリュウジャー（2024年）
- 仮面ライダーシリーズ
  - 仮面ライダーW RETURNS（2011年）
    - 仮面ライダーアクセル - 戦闘員[9]、ギャング 役
    - 仮面ライダーエターナル

  - 鎧武外伝（2015年）
    - 仮面ライダー斬月/仮面ライダーバロン - 仮面ライダーイドゥン[50]
    - 仮面ライダーデューク/仮面ライダーナックル

  - ゴースト RE:BIRTH 仮面ライダースペクター（2017年）
  - 仮面ライダーエグゼイド トリロジー アナザー・エンディング（2018年）
    - Part.I 仮面ライダーブレイブ&仮面ライダースナイプ
    - Part.II 仮面ライダーパラドクスwith仮面ライダーポッピー
    - Part.III 仮面ライダーゲンムVS仮面ライダーレーザー - 仮面ライダーレーザーX[51]

  - ビルド NEW WORLD（2019年）
    - 仮面ライダークローズ
    - 仮面ライダーグリス - 仮面ライダーグリス[52]

  - 仮面ライダージオウ NEXT TIME ゲイツ、マジェスティ（2020年）[53]
  - ゼロワン Others（2021年）
    - ゼロワン Others 仮面ライダー滅亡迅雷[54]
    - ゼロワン Others 仮面ライダーバルカン&バルキリー - 仮面ライダーバルキリー[55]

  - 仮面ライダーセイバー 深罪の三重奏（2022年）
  - 仮面ライダーオーズ 10th 復活のコアメダル（2022年） - 腕アンク[56]

### オリジナルビデオ
- 仮面ライダーシリーズ
  - 仮面ライダーW 超バトルDVD 丼のα/さらば愛しのレシピよ（2010年） - 親子丼・ドーパント
  - てれびくん超バトルDVD 仮面ライダーウィザード ダンスリングでショータイム!!（2013年）
  - 仮面ライダードライブ シークレット・ミッション type ZERO 第0話 カウントダウン to グローバルフリーズ（2014年）
  - 仮面ライダードライブ シークレット・ミッション type TOKUJO（タイプ・特状）（2015年）
  - 仮面ライダーエグゼイド [裏技]仮面ライダースナイプ エピソードZERO（2017年）
  - てれびくん超バトルDVD 仮面ライダービルド 誕生！クマテレビ!! VS仮面ライダーグリス（2018年）
  - てれびくん超バトルDVD 仮面ライダーゼロワン『カンガルーからナニが飛び出す？ソンナの自分でカンガルー！はい、或人じゃないと！！』（2020年）
  - ソードオブロゴスサーガ 前編（2021年）
- 宇宙刑事ギャバン伝説（2012年）
- 手裏剣戦隊ニンニンジャー アカニンジャーVSスターニンジャー百忍バトル!（2015年）

### Web配信ドラマ
- ネット版 オーズ・電王・オールライダー レッツゴー仮面ライダー 〜ガチで探せ！君だけのライダー48〜（2011年）
- ネット版 仮面ライダーオーズ ALLSTARS 21の主役とコアメダル（2011年） - メズール[9]
- ネット版 仮面ライダー×スーパー戦隊 スーパーヒーロー大変 〜犯人はダレだ?!〜（2012年）
- ネット版 仮面ライダーフォーゼ みんなで授業キターッ!（2012年）
- ネット版 仮面ライダー×スーパー戦隊×宇宙刑事 スーパーヒーロー大戦乙!〜Heroo!知恵袋〜あなたのお悩み解決します!（2013年）
- ネット版 仮面ライダーウィザード イン マジか!?ランド（2013年）
- 仮面ライダーアマゾンズ（2016年）
- 仮面ライダーエグゼイド [裏技]ヴァーチャルオペレーションズ（2016年）
- 仮面戦隊ゴライダー（2017年）
- 仮面ライダービルド ハザードレベルを上げる7つのベストマッチ（2018年）
- 仮面ライダージオウ スピンオフ RIDER TIME（2019年）
  - 仮面ライダージオウ スピンオフ PART1『RIDER TIME 仮面ライダーシノビ』
  - 仮面ライダージオウ スピンオフ PART2『RIDER TIME 仮面ライダー龍騎』
- 仮面ライダーセイバー スピンオフ 剣士列伝（2020年）
- 仮面ライダーゲンムズ ―ザ・プレジデンツ―（2021年）
- 仮面ライダーゲンムズ スマートブレインと1000%のクライシス（2022年）
- リバイスレガシー 仮面ライダーベイル（2022年）
- 『劇場版 仮面ライダーリバイス』スピンオフ配信ドラマ『Birth of Chimera』（2022年）
- 仮面ライダージャンヌ&仮面ライダーアギレラ withガールズリミックス（2022年） - 仮面ライダーバルキリー[57]
- 仮面ライダーアウトサイダーズ（2022年）
- ギーツエクストラ 緊急特番 蔵出し!デザグラスペシャル（2023年） - DGPアクションディレクター[58]
- 王様戦隊キングオージャー IN SPACE（2024年）

### PV
- Queen & Elizabeth『Love♡Wars』 - マスカレイド・ドーパント

### イベント
- JAE SEED「Christmas Party」（2010年） - ゲスト

### 雑誌
- HERO VISION VOL.37（2010年） - 本人インタビュー

### バラエティ
- なのに調査団（2013年）
- 関ジャニ特命捜査班7係（2016年）

### その他
- 仮面ライダーウィザード(DVD/Blu-ray) VOL.2 映像特典「仮面ライダーウィザード イメージVTR1」（2013年） - アクション補助
- 仮面ライダーウィザード(DVD/Blu-ray) VOL.3 映像特典「仮面ライダーウィザード イメージVTR2」（2013年） - アクション補助

## スタッフ

### 特撮テレビドラマ（スタッフ）
- 仮面ライダーセイバー 第44章 - 48章（2021年） - アクション監督補
- 仮面ライダーリバイス （2021年 - 2022年） - アクション監督補（第13話・14話・41話）、アクション監督（最終話）[注釈 2]
- 仮面ライダーギーツ（2022年 - 2023年） - アクション監督[59]
- 仮面ライダーガヴ（2024年） - アクション監督[60]

### バラエティ（スタッフ）
- ランファンQUEST（2025年） - アクションコーディネーター[61]

### テレビドラマ（スタッフ）
- 連続テレビ小説 らんまん（2023年） - アクション指導（全編代行、第123回[62]）

### 映画（スタッフ）
- 劇場版 仮面ライダーゼロワン REAL×TIME（2020年） - アクション監督補
- 劇場版 仮面ライダーリバイス バトルファミリア（2022年） - 『仮面ライダーギーツ』アクション演出協力
- 仮面ライダーギーツ×リバイス MOVIEバトルロワイヤル（2022年） - アクション監督
- 映画 仮面ライダーギーツ 4人のエースと黒狐（2023年） - アクション監督
- 翔んで埼玉 〜琵琶湖より愛をこめて〜（2023年） - アクションコーディネーター補佐[63]
- 仮面ライダー THE WINTER MOVIE ガッチャード&ギーツ 最強ケミー★ガッチャ大作戦（2023年） - アクション監督
- 恋わずらいのエリー（2024年） - アクションコーディネーター[64]

### Web配信ドラマ（スタッフ）
- 仮面ライダージオウ スピンオフ PART2『RIDER TIME 仮面ライダー龍騎』（2019年） - アクション監督補佐[65] ※ノンクレジット
- 『劇場版 仮面ライダーリバイス』スピンオフ配信ドラマ『Birth of Chimera』（2022年） - アクション監督代理[66]
- 仮面ライダーセイバースピンオフ 仮面ライダーサーベラ&仮面ライダーデュランダル（2022年） - アクション監督
- 仮面ライダーアウトサイダーズ ep1、ep2（2023年）[注釈 3]

### オリジナルビデオ
- てれびくん超バトルDVD 仮面ライダーガッチャード どうする!? 宝太郎とりんねがいれかわっちゃった!!（2024年） - アクション監督
- 王様戦隊キングオージャーVSドンブラザーズ（2024年） - アクション監督補佐[68]